# بولي إيثيلين منخفض الكثافة

LDPE SPI الراتنج قانون رقم 4.

البولي إثيلين المنخفض الكثافة هيكل المتفرعة.

البولي اثيلين منخفض الكثافة (LDPE) هو بلاستيك حراري مصنوعة من مونومر الإثيلين. كان في الصف الأول من البولي ايثيلين، أنتجت في عام 1933 من قبل الإمبراطورية الصناعات الكيميائية (ICI) باستخدام عملية الضغط العالي عن طريق البلمرة الراديكالية الحرة. صنعها يستخدم الأسلوب نفسه اليوم. وتقدر وكالة حماية البيئة 5.7% من البولي إثيلين المنخفض الكثافة (إعادة تدوير عدد 4) يتم إعادة تدويرها. على الرغم من المنافسة من أكثر حداثة البوليمرات البولي إثيلين المنخفض الكثافة لا يزال هاما. في عام 2013 في جميع أنحاء العالم LDPE بلغ حجم سوق من حوالي 33 مليار دولار أمريكي تقريبًا.

## التطبيقات

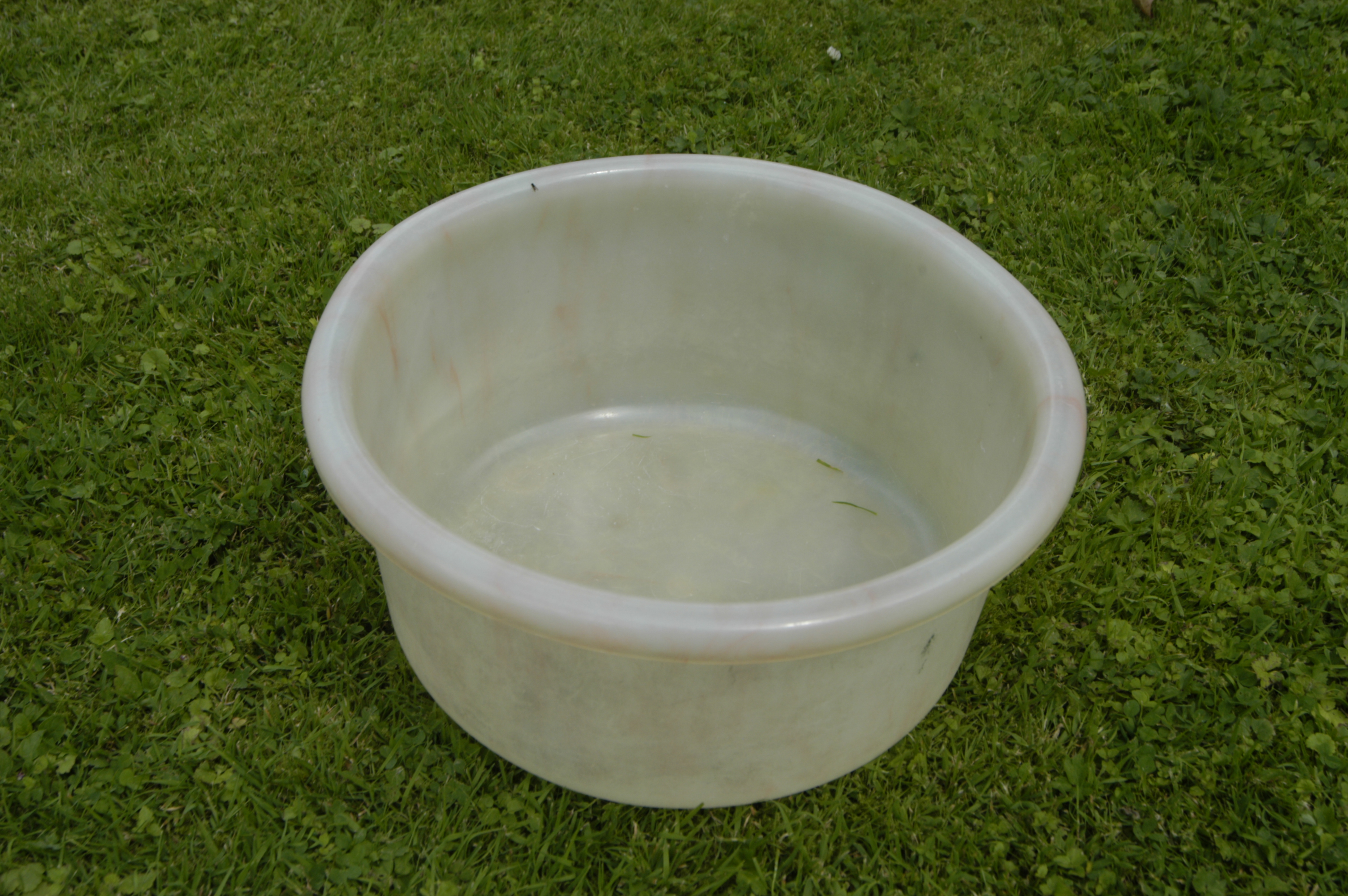
أ GEECO وعاء، ج.عام 1950 م، لا تزال تستخدم في 2014 م.

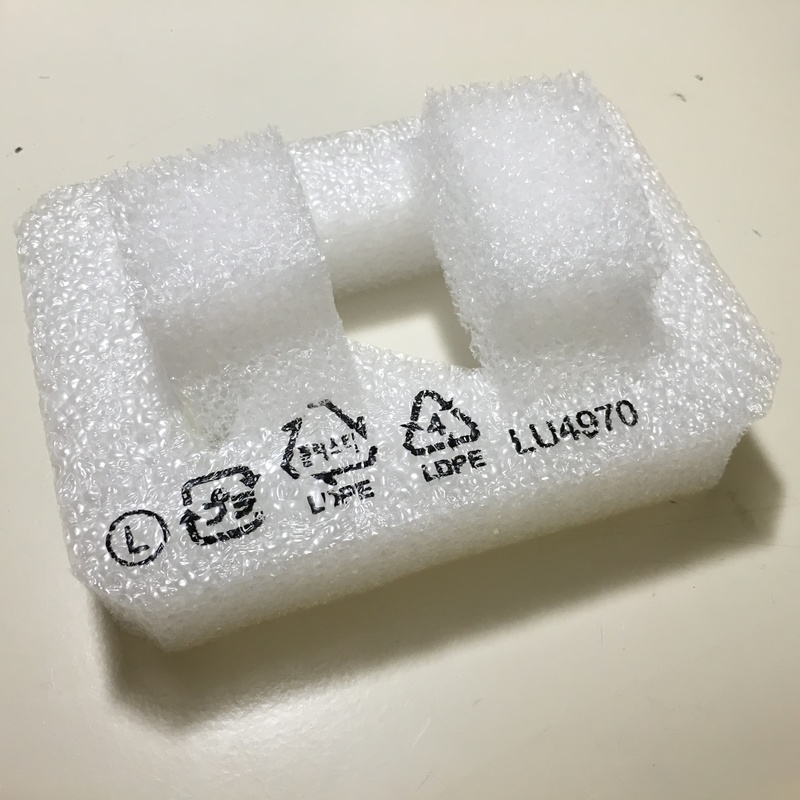
قطعة من رغوة التعبئة والتغليف المصنوعة من البولي إثيلين المنخفض الكثافة.

البولي إثيلين المنخفض الكثافة يستخدم على نطاق واسع لتصنيع مختلف حاويات توزيع زجاجات غسل الزجاجات والأنابيب البلاستيكية أكياس مكونات الكمبيوتر المختلفة مصبوب معدات المختبرات. الاستخدام الأكثر شيوعا هو في أكياس بلاستيكية. غيرها من المنتجات المصنوعة من ذلك ما يلي:
- صواني الغرض العام الحاويات
- أسطح العمل المقاوم للتآكل
- الأجزاء التي تحتاج إلى إصلاح و ألالة
- الأجزاء التي تتطلب المرونة، والتي تخدم بشكل جيد جدا
- لينة جدا ومرن أجزاء مثل الإضافية على الأغطية
- ستة حزمة حلقات
- العصائر والحليب في علب مصنوعة من التعبئة والتغليف السائل المجلس، صفح من ورق مقوى، البولي إثيلين المنخفض الكثافة (ماء الطبقة الداخلية والخارجية)، و في كثير من الأحيان مع طبقة من رقائق الألومنيوم (وبذلك أصبحت التعبئة والتغليف العقيم).[4][5]
- التعبئة والتغليف الكمبيوتر الأجهزة مثل محركات الأقراص الصلبة، بطاقات الشاشة و محركات الأقراص الضوئية
- ملعب الشرائح
- التفاف البلاستيك

## وصلات خارجية
- 2010_MSW_Tables_and_Figures_508.pdf. epa.gov